# Centre de conservation et d'étude de Ribemont-sur-Ancre
 (février 2022).
Le Centre de conservation et d'étude de Ribemont-sur-Ancre est un service à compétence départementale chargé de conserver toutes les collections archéologiques du département de la Somme (hors Amiens Métropole), toutes périodes confondues.

## Historique
En 1962, le sanctuaire de Ribemont-sur-Ancre fut découvert par les prospections aériennes de Roger Agache. Les fouilles archéologiques entreprises à partir de 1966 ont mis au jour des vestiges d'un site gallo-romain et d'un site gaulois du IIIe siècle av. J.C. L'importance du site et des découvertes effectuées ont amené le Conseil général de la Somme, au début des années 1990, pour répondre aux nécessités logistiques et scientifiques issus des fouilles, a créé un centre archéologique départemental à Ribemont-sur-Ancre.
Au début des années 2000 des espaces d’exposition sont ouverts au public. En 2007, l’établissement a doublé de surface pour accueillir un laboratoire et de nouvelles salles de conservation.
En 2010, le centre archéologique obtient le statut de Centre de conservation et d’étude (CCE) chargé d’accueillir l’ensemble des collections protohistoriques (âges du bronze et du fer) du département. Depuis 2015, le CCE conserve toutes les collections archéologiques du département.
Depuis janvier 2017, le C.C.E. de Ribemont-sur-Ancre, le parc de Samara et la citadelle de Doullens sont regroupés au sein de l’établissement public de coopération culturelle (EPCC) « Somme Patrimoine ».

## Missions du Centre de conservation et d'étude

### Mission de conservation
Le Centre est prend en charge l’ensemble des étapes de traitement des objets de la collection principale de Ribemont-sur-Ancre ou des collections départementales déposées par l’État : entrée du mobilier, conditionnement, référencement, conservation, mise à disposition auprès des chercheurs.
La conservation consiste à nettoyer les objets, à les ranger par matériau et à les inventorier. Les objets métalliques doivent être stabilisés pour lutter contre la corrosion. Les objets (céramique, ossements, objets métalliques, enduits peints et vestiges lapidaire) sont ensuite répartis dans les salles de stockage climatisées ou dans les laboratoires de traitement.

### Mission de restauration
Le laboratoire de Ribemont est le seul dans les Hauts-de-France consacré à la conservation et à la restauration de mobilier métallique. Il porte assistance des opérateurs de fouilles, effectue des prélèvements sur les lieux de fouilles et peut réaliser des fac-similés.
Un studio photo équipé pour la photogrammétrie et une salle de stabilisation permettant le traitement simultané de plusieurs milliers d’objets complètent l'atelier de restauration.
Un atelier de fabrication de fac-similés équipé d'un four de décirage, d'un four de fusion de métal et d'un tonneau à polir réalise des copies d’objets archéologiques en résine, métal, argile ou pierre reconstituée...

### Mission de recherche scientifique
Le Centre accueille des chercheurs travaillant sur le sanctuaire celtique et gallo-romain de Ribemont-sur-Ancre reconnu d'importance nationale. Un comité scientifique coordonne la conservation et l'étude des données matérielles et documentaires issues des fouilles archéologiques concernant l'époque gauloise et l'époque gallo-romaine.
les champs d'étude recouvrent : 
- les pratiques religieuses gauloises et gallo-romaines,
- les pratiques guerrières celtiques,
- les processus de romanisation de la Gaule septentrionale,
- les recherches archéo-environnementales,
- l'étude des céramiques protohistorique et antiques,
- les recherches archéo-anthropologiques et archéo-zoologiques,
- l'étude des enduits peints et des fragments lapidaires...

Les partenaires institutionnels et scientifiques du Centre de conservation et d'étude de Ribemont-sur-Ancre sont : 
- Les équipes du CNRS ;
- l’INRAP ;
- le Service régional de l’archéologie (DRAC Hauts-de-France) ;
- l'Université de Picardie Jules-Verne et des universités françaises et étrangères ;
- les services archéologiques des collectivités voisines ;
- le Centre interdisciplinaire de recherches archéologiques de la Somme d'Amiens (CIRAS) ;
- le Centre de recherches archéologiques de la vallée de l’Oise de Compiègne (CRAVO) ;
- le Centre d’étude des peintures murales romaines de Soissons (CEPMR)[1]...

### Mission de médiation
Le Centre de Ribemont organise ou participe à des colloques, des conférences, des tables rondes ou des journées d’étude, qui permettent de communiquer avec la communauté scientifique l'état de ses recherches. Il participe à la publication d’ouvrages ou d’articles, organise des expositions...